# 鲁登
鲁登是奥地利克恩顿州弗尔克马克特县的一个市镇。总面积42.44平方公里，总人口1568人，人口密度36.9人/平方公里（2005年）。